# Vasînivka, Orihiv
Vasînivka (în ucraineană Васинівка) este un sat în comuna Preobrajenka din raionul Orihiv, regiunea Zaporijjea, Ucraina.

## Demografie
Componența lingvistică a localității Vasînivka
     Ucraineană (93,79%)
     Rusă (6,21%)
Conform recensământului din 2001, majoritatea populației localității Vasînivka era vorbitoare de ucraineană (93,79%), existând în minoritate și vorbitori de rusă (6,21%).